# Commelina communis
Commelina communis ili azijska danjuša je invazivna vrsta iz porodice Commelinaceae. 

## Opis
Azijska danjuša je jednogodišnja trava koja je ime dobila zbog cvetova koji traju jedan dan. Stabljike su uglavnom ležeće dok pojedine mogu biti uspravne. Listovi su sesilni tj nemaju nikakvu dršku. Vrhovi su oštri a osnovni listovi su široki i nejednaki. Cvetovi su rasporedjeni u inflorescencijama koje se zovu cincini. Ovo je oblik monohazijuma gde se bočne grane pojavljuju naizmenično. Cincini su poduprti spatom tj modifikovanim listom. Često su prisutna dva cincinusa iako je gornji ili distalni cincinus rudimentaran. Donji, proksimalan, nosi 1 do 4 dvopolna cveta i uglavnom je uključen u spatu, dok gornji cvet ima 1 do 2 muška cveta i dugačak je oko 8 milimetar.

## Rasprostranjenost
Poreklom je iz većeg dela istočne Azije i severnih delova jugoistočne Azije. U Kini je poznata kao yazhicao, što se prevodi kao „biljka pačje noge“, dok se u Japanu naziva tsuyukusa, što znači „biljka rose“. Takođe je uneta u delove centralne i jugoistočne Evrope, kao i u veći deo istočne Severne Amerike, gde se proširila i postala invazivni korov. Česta je na narušenim staništima i u vlažnim zemljištima. . Azijska danjuša se smatra korovom kako u područjima u koja je unesena, tako i u nekim delovima svog prirodnog areala. 

## Ekologija
Smatra se invazivnim korovom u mnogim područjima u koja je unesena. U Sjedinjenim Američkim Državama, Odeljenje za čuvanje i rekreaciju Virdžinije klasifikuje ovu vrstu kao povremeno invazivnu vrstu na spisku Invazivnih vrsta Virdzinije. To znači da biljka „ne utiče na ekosistemske procese, ali možepromeniti sastav biljne zajednice nadmećući se sa jednom ili više autohtonih biljnih vrsta“.

## Spisak referenci
1. ↑  „.” (PDF). Архивирано из оригинала (PDF) 12. 05. 2008. г. Приступљено 08. 07. 2025.

## Spoljašnje veze
https://www.gbif.org/species/2764179
https://www.inaturalist.org/taxa/52898-Commelina-communis-communisИдентификатори+таксонаВикиподаци:+Q159111Викиврсте:+Commelina+communisAoFP:+1780APA:+3842APNI:+74753BioLib:+42366BOLD:+162194CoL:+XFFYEoL:+1122784EPPO:+COMCOEUNIS:+185783FNA:+200027375FoC:+200027375GBIF:+2764179GRIN:+311532iNaturalist:+52927IPA:+5365IPNI:+319150-2IRMNG:+11201568ITIS:+39127MichiganFlora:+822NatureServe:+2.128684NBN:+NBNSYS0200003605NCBI:+4744NZOR:+358c38f6-527c-4456-8811-a296250c7e05Open+Tree+of+Life:+877757PFI:+7151Plant+List:+kew-233794PLANTS:+COCO3POWO:+urn:lsid:ipni.org:names:319150-2Tropicos:+8300033VASCAN:+4600WisFlora:+8890WFO:+wfo-0000358362Портал:Датотека:P+biology.svg биологијаCommelina+communis+на++Википедије:Датотека:Commons-logo.svgМедији+на+ОставиДатотека:Wikidata-logo.svgПодаци+на+ВикиподацимаДатотека:Wikispecies-logo.svgТаксони+на+Викиврстама